# The Bootleg Series Vol. 12: The Cutting Edge 1965–1966
The Bootleg Series Vol. 12: The Cutting Edge 1965–1966 är ett samlingsalbum av Bob Dylan som utgavs i november 2015 på skivbolaget Columbia Records. Det är den tolfte utgåvan i Bootleg-serien och denna fokuserar på inspelningar från perioden då albumen Bringing It All Back Home, Highway 61 Revisited och Blonde on Blonde spelades in. Skivan gavs dels ut som en box på sex skivor med i princip alla inspelningar som gjordes under denna period, samt en "best of" med utvalda inspelningar. Titeln "The Cutting Edge" har själv använts av Dylan för att beskriva musiken från mitten av 1960-talet. Albumet snittar på 99/100 på den sammanställande betygssidan Metacritic vilket indikerar ett närapå ensidigt positivt bemötande.

## Låtlista ("Best of"-version)
Skiva 1
1. "Love Minus Zero/No Limit"	(version 2, akustisk) - 3:11
2. "I'll Keep It with Mine" (version 2, Piano-demo) - 4:11
3. "Bob Dylan's 115th Dream" (version 1 och 2, akustisk soloversion) - 6:17
4. "She Belongs to Me" (version 1, akustisk soloversion) - 2:57
5. "Subterranean Homesick Blues" (version 1) - 2:38
6. "Outlaw Blues"	(version 2) - 3:29
7. "On the Road Again" (version 4) - 2:31
8. "Farewell, Angelina" (version 1, akustisk soloversion) - 5:28
9. "If You Gotta Go, Go Now" (version 2) - 2:50
10. "You Don't Have to Do That" (version 1, akustisk soloversion) - 0:50
11. "California" (version 1, akustisk soloversion) - 3:05
12. "Mr. Tambourine Man" (version 3, ej komplett) - 3:23
13. "It Takes a Lot to Laugh, It Takes a Train to Cry"	(version 8) - 3:28
14. "Like a Rolling Stone" (kortversion, repetition) - 1:44
15. "Like a Rolling Stone"	(version 11) - 5:56
16. "Sitting on a Barbed Wire Fence" (version 2) - 3:58
17. "Medicine Sunday" (version 1) - 1:01
18. "Desolation Row" (version 2, pianodemo) - 2:00
19. "Desolation Row" (version 1) - 11:15

Skiva 2
1. "Tombstone Blues" (version 1) - 7:30
2. "Positively 4th Street" (version 5) - 4:24
3. "Can You Please Crawl Out Your Window?" (version 1, kort version) - 4:05
4. "Just Like Tom Thumb's Blues" (version 3) - 5:39
5. "Highway 61 Revisited"	(version 3) - 3:30
6. "Queen Jane Approximately"	(version 5) - 6:02
7. "Visions of Johanna" (version 5) - 7:40
8. "She's Your Lover Now"	(version 6) - 4:58
9. "Lunatic Princess" (version 1) - 1:20
10. "Leopard-Skin Pill-Box Hat" (version 8) - 3:26
11. "One of Us Must Know (Sooner or Later)" (version 19) - 5:10
12. "Stuck Inside of Mobile with the Memphis Blues Again" (version 13) - 4:03
13. "Absolutely Sweet Marie" (version 1) - 5:01
14. "Just Like a Woman" (version 4) - 5:19
15. "Pledging My Time" (version 1) - 3:22
16. "I Want You" (version 4) - 2:51
17. "Highway 61 Revisited"	(version 7, feltagning) - 0:32

## Listplaceringar
- Billboard 200, USA: #33[2]
- UK Albums Chart, Storbritannien: #12[3]
- Nederländerna: #5[4]
- Hitlisten, Danmark: #31[5]
- VG-lista, Norge: #3
- Sverigetopplistan, Sverige: #2[6]